# Sante
Sante (llamada oficialmente San Xiao de Sante) es una parroquia española del municipio de Trabada, en la provincia de Lugo, Galicia.

## Organización territorial
La parroquia está formada por treinta entidades de población, constando veintisiete de ellas en el nomenclátor del Instituto Nacional de Estadística español:

## Otras denominaciones
La parroquia también es conocida por el nombre de San Xulián de Sante.

### Entidades de población
Entidades de población que forman parte de la parroquia:
- Barreiro (O Barreiro)
- Carballal
- Casanova (A Casanova)
- Castro (O Castro)
- Comarogordo (O Cómaro Gordo)
- Dongo
- Forcada  (A Forcada)
- Iglesia (A Igrexa)
- Lamas (As Lamas)
- Lendecoira
- Loureiro
- Louro
- Lousada
- Margaride
- Monte (O Monte)
- Mota  (A Mota)
- Pedregal (O Pedregal)
- Pedroselle
- Penacova (Pena Cova)
- Penaquente  (Pena Quente)
- Prado
- Rego (O Rego)
- Retorta (A Retorta)
- Santarredeiro
- Sueiro
- Trabadela
- Vilarbetote

### Despoblados
Despoblados que forman parte de la parroquia:
- Olgueira
- Piagonegro (Piago Negro)
- Río Trabada

## Demografía
| Gráfica de evolución demográfica de Sante entre 2000 y 2021 |
|                                                             |
| Datos según el nomenclátor publicado por el INE.            |